# Gramatikovo
Gramatikovo (bulgariska: Граматиково) är ett distrikt i Bulgarien.   Det ligger i kommunen Malko Tărnovo och regionen Burgas, i den östra delen av landet, 400 km öster om huvudstaden Sofia.
I omgivningarna runt Gramatikovo växer i huvudsak lövfällande lövskog. Runt Gramatikovo är det mycket glesbefolkat, med 5 invånare per kvadratkilometer.